# مرد دوصدساله (فیلم)
مرد دوصدساله (به انگلیسی: Bicentennial Man) فیلمی محصول سال ۱۹۹۹ به کارگردانی کریس کلمبوس است. در این فیلم بازیگرانی همچون رابین ویلیامز، سام نیل، امبت دیویتس، وندی کروسون، اولیور پلات، کیرستن وارن، هلی آیزنبرگ، استیون روت، جان مایکل هیگینز، برادلی وایتفورد و لین تیگپن ایفای نقش کرده‌اند.